# Lappomträsket
Lappomträsket är en sjö i Lovisa stad i Finland.   Den ligger i landskapet Nyland, i den södra delen av landet, 80 km öster om huvudstaden Helsingfors. Lappomträsket ligger 3 meter över havet.  Arean är 1,1 kvadratkilometer och strandlinjen är 6,97 kilometer lång. Sjön  ingår i Finska vikens kustområde. 